# (8211) 1995 EB1
1995 إي بي 1 (ويعرف أيضًا باسم (8211) 1995 إي بي 1 وفق تسمية الكوكب الصغير) (بالإنجليزية: 1995 EB1)‏ هو كويكب ضمن حزام الكويكبات؛ وترتيبه 8211 من حيث الاكتشاف.
اكتُشف هذا الجُرم الفلكي بواسطة هيروشي كانيدا في 5 مارس 1995.

## وصلات خارجية
- (8211) 1995 EB1 في قاعدة بيانات مختبر الدفع النفاث لأجرام النظام الشمسي الصغيرة

- الاكتشاف · مخطط المدار ·  العناصر المدارية · المعلمات المادية

- (8211) 1995 EB1 على موقع ويكي سكاي: DSS2, SDSS, GALEX, IRAS, Hydrogen α, X-Ray, Astrophoto, Sky Map, Articles and images